# Челідзе Семен Мойсейович
Семен Мойсейович Челідзе (18 вересня 1900, тепер Амбролаурський муніципалітет, Грузія — ?) — грузинський радянський державний діяч, завідувач сільськогосподарського відділу ЦК КП(б) Грузії, 2-й секретар Тбіліського обласного комітету КП Грузії. Депутат Верховної ради Грузинської РСР. Депутат Верховної Ради СРСР 3-го скликання.

## Життєпис
Народився в селянській родині. З 1919 року працював вчителем.
Член РКП(б) з 1921 року.
З 1925 року — секретар Амбролаурського районного комітету КП(б) Грузії.
У 1931—1941 роках — завідувач сектору технічних культур Закавказького крайового комітету ВКП(б); секретар Цагерського районного комітету КП(б) Грузії; заступник завідувача сільськогосподарського відділу ЦК КП(б) Грузії.
У 1941—1952 роках — завідувач сільськогосподарського відділу ЦК КП(б) Грузії.
У 1952 — травні 1953 року — 2-й секретар Тбіліського обласного комітету КП Грузії.
З 1953 року — на керівних посадах у сільському господарстві Грузинської РСР; начальник Управління організації заготівель Міністерства сільського господарства Грузинської РСР.
Помер після 1970 року.

## Нагороди
- орден Леніна
- два ордени Трудового Червоного Прапора
- орден «Знак Пошани»
- медаль «За оборону Кавказу»
- медаль «За доблесну працю у Великій Вітчизняній війні 1941—1945 рр.»
- медаль «За перемогу над Німеччиною у Великій Вітчизняній війні 1941—1945 рр.»
- медалі